# 让·托德

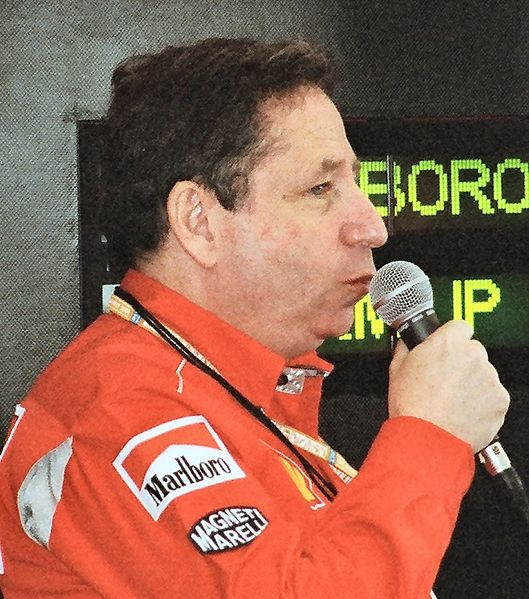
让·托德

让·托德（法語：Jean Todt，1946年2月25日—），法国人，前国际汽联主席；原一级方程式法拉利车队的执行董事，前任法拉利公司CEO。
2008年，让·托德辭去法拉利公司CEO一職和一级方程式法拉利车队的执行董事，繼任的是阿米迪欧·菲利萨（Amedeo Felisa）和斯蒂法诺·多梅尼卡利（Stefano Domenicali）。
2009年10月，让·托德击败瓦塔宁当选新一届国际汽联主席，2013年成功蝉联，2021年交棒給前拉力車手穆罕默德·本·蘇拉耶姆。
让·托德在法國皮埃尔福出生，父親是二次大戰時逃離波蘭的猶太人，母親是法國人。他年輕時借父親的Mini汽車給朋友參加拉力賽，沒多久自己也下場駕駛賽車，後來他覺得他比較適合當賽車的副駕駛，在Talbot車隊取得1981年的WRC冠軍，他和正駕駛使用的Talbot Sunbeam 汽車原本是英國政府為了減少失業而補助克萊斯勒研發的汽車，但克萊斯勒歐洲分部賣給法國Peugeot之後此車改用Talbot品牌，並成為第一輛拿下WRC拉力賽冠軍的掀背車，意外促成Peugeot賽車部門的成立和托德在賽車經理的事業，掀背車也成為近代WRC拉力賽冠軍賽車的主流。让·托德之後轉任幾項車隊的管理職位，在1984年協助推出傳奇的Peugeot 205 Turbo 16拉力賽車，第一年雖無明顯成績，但在1985、1986年皆拿下總冠軍。之後又協助Peugeot推出拿下利曼24小時賽車冠軍的Peugeot 905賽車，但當時Peugeot無意參加F1賽車，所以1993年在法拉利F1車隊邀請下让·托德決定加入法拉利車隊。
让·托德擔任法拉利車隊總監後於1996年雇用班尼頓F1車隊的兩屆F1冠軍賽車手迈克尔·舒马赫（Michael Schumacher）與賽車工程專家羅斯·布朗（Ross Brawn），讓賽車成績走下坡的法拉利F1車隊開始起死回生，幫助車隊在1999年之後及2000年之後拿下數屆F1車隊冠軍及車手世界冠軍。

## 私人生活
让·托德有一个儿子，尼古拉斯·托德；他是GP2赛事中ART GP车队的共同持有人，也是F1车手菲利佩·马萨、帕斯托·马尔多纳多和儒勒·比安奇的经纪人。让·托德的妻子是著名马来西亚华裔演員星杨紫琼，兩人於2023年結婚。